# Schāhnāme

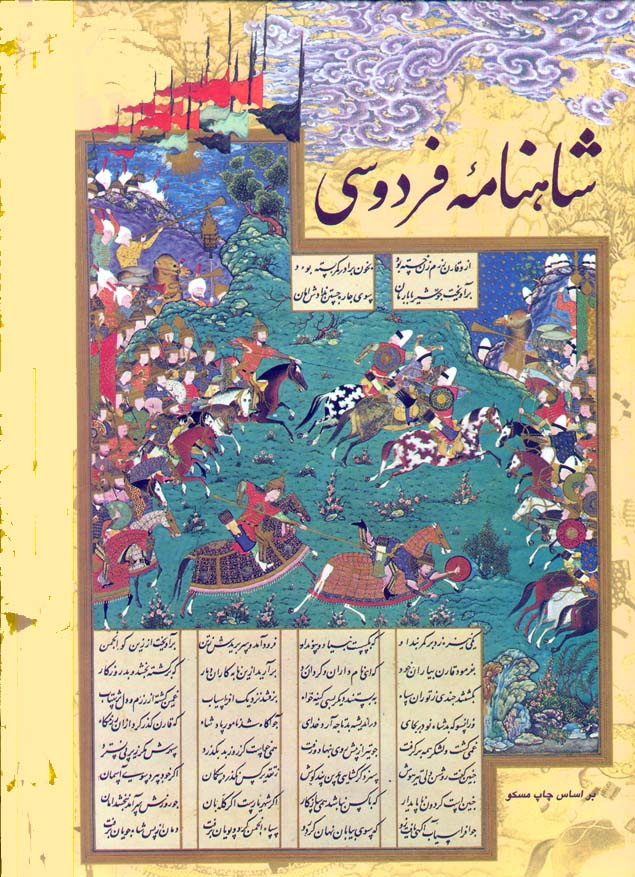
Miniatur aus einer Schāhnāme-Handschrift mit der Schlacht von al-Qādisīya

Schāhnāme oder Schahnameh (persisch شاهنامه Šāhnāme, DMG Šāhnāma, ‚Herrscherbuch‘), im Deutschen bekannt als Königsbuch oder Buch der Könige, bezeichnet insbesondere das Lebenswerk des persischen Dichters Abū ʾl-Qāsim Firdausī (940–1020) und gleichzeitig das Nationalepos der persischsprachigen Welt. Für seine Niederschrift benötigte der Dichter nach eigenen Angaben 35 Jahre. Es ist eines der berühmtesten Werke der persischen Literatur und der Weltliteratur. Mit nahezu 60.000 Versen in Form von Distichen ist es mehr als doppelt so umfangreich wie Homers Epen und mehr als sechsmal so lang wie das Nibelungenlied.
Neben vielen mündlich überlieferten Erzählungen (vor allem – wie Firdausi selbst angibt – aus dem Umkreis der Dehqans) standen dem Autor auch schriftliche Vorlagen zur Verfügung. Eine wichtige Quelle scheint eine Übersetzung des im spätantiken Sassanidenreich angefertigten Herrenbuchs (Xwadaynamag) gewesen zu sein.
Daneben sind auch andere Schahnamehs (Königsbücher) oder ähnlich benannte Werke, die zu Ehren bzw. im Auftrag von Herrschern (Schahs) verfasst wurden, bekannt.

## Der historische Kern
Das Heldenepos befasst sich mit der Geschichte Persiens vor der islamischen Eroberung im siebten Jahrhundert. Es beginnt mit der Erschaffung der Welt und beschreibt die mythische Entwicklung der persischen Zivilisation (Nutzung des Feuers, Entwicklung der Kochkunst, der Schmiedekunst und die Entstehung eines kodifizierten Rechtssystems, die Stiftung der traditionellen Festtage usw.). Das Werk führt den Leser, wenngleich nicht exakt chronologisch, von der Vergangenheit bis zum Untergang der Sassaniden, der letzten vorislamischen Herrscherdynastie, mit Bezugnahmen auf die Gegenwart Firdausīs. Einige der literarischen Figuren leben für mehrere hundert Jahre, aber die meisten erleben nur ein Menschenalter.
Je später die geschilderten Ereignisse, desto stärker wird der Bezug auf reale Vorgänge und Personen, so dass das Epos vor allem für die spätsassanidische Zeit auch viele echte historische Informationen enthält und eine teils durchaus wichtige Quelle darstellt. Zugleich ist allerdings auch hier mit Verfremdungen und Verzerrungen zu rechnen; so erscheinen die Sassaniden bei Firdausī als Monotheisten, während sie als Zoroastrier in Wahrheit mehrere Götter (wie Mihr oder Anahit) verehrten. Auch die Chronologie enthält Fehler – so lässt Firdausī den Propheten Mani ein Jahrhundert zu spät erscheinen –, und die Siege der iranischen Könige, etwa im Konflikt mit den Römern, werden weit übertrieben.
In seinem Werk benutzt Firdausī als geografischen Begriff für das Reich nicht das ihm unbekannte, aus dem Griechischen stammende Wort „Persien“, das die Griechen aus dem Namen der Provinz Fārs (griechisch Persis) herleiteten, sondern stattdessen die seit den Sassaniden übliche einheimische Bezeichnung Irān (persisch ايران, DMG Īrān), die ein weitaus größeres Gebiet umfasste als den heutigen Staat Iran. Die Schahs und Helden kommen und gehen, und das Einzige, was bleibt, ist – so erklärt es Firdausī – nur Irān. Sonnenaufgang und Sonnenuntergang, von denen keiner dem anderen gleicht, beschreiben das Vergehen der Zeit.

## Entstehungsgeschichte
Die Entstehungsgeschichte des Schāhnāme Firdausis ist komplex; das betrifft vor allem die Quellen und Vorlagen, auf die zurückgegriffen wurde. Bereits in der späten Sassanidenzeit entstand offenbar ein in Mittelpersisch verfasstes Werk, dessen Inhalte später weiter rezipiert wurden und das in der Forschung als „Herrenbuch“ (Xwadaynamag) bezeichnet wird. Dabei handelte es sich anscheinend um eine offizielle iranische „Nationalgeschichte“.
Es ist bekannt, dass auf Betreiben von Abū Manṣur Moḥammad ibn ʿAbdor-Razzāq, dem seinerzeitigen Statthalter von Tūs, ein „Buch der Könige“ angefertigt wurde. Dieses Werk basierte auf Berichten zoroastrischer Priester, die in mündlichen Überlieferungen von Generation zu Generation weitergegeben worden waren und damit sassanidisch-mittelpersische Traditionen bewahrte.
Der Erste, der nach dem Untergang des Sassanidenreichs (651) die vorislamische Geschichte Persiens in Gedichtform fasste, war Abū Mansūr Muhammad ibn Ahmad Daqīqī. Er war ein Dichter am Hof der Samaniden, unter deren Herrschaft die neupersische Sprache zum ersten Mal in ihrer Geschichte zur offiziellen Hof- und Kanzleisprache erhoben worden war. Aufgrund von Hinweisen in seiner Poesie wurde er nach Ansicht einiger Forscher für einen Zoroastrier gehalten. Doch sprechen mehrere Gründe dagegen, darunter sein vollständig arabischer Name. Vor seinem gewaltsamen Ende (Ermordung durch seinen Sklaven) hatte er mit dem sogenannten Schāhnāme-ye Mansur tausend Verse verfasst, die mit der Schilderung der Herrschaft Goschtasps und des Auftretens Zarathustras beginnen. Ein Vers seiner Dichtung lautet:

„Daqīqī, was in diese Welt geboren

aus Gut und Schlechtem, hat vier Dinge auserkoren,

Rubinrote Lippen und der Harfe Klang,

Blutroter Wein und Zarathustras Sang.“

Firdausī berichtet, dass ihm Daqīqī, der ermordet wurde, bevor sein Werk tausend Verse erreicht hatte, im Traum erschienen sei und ihn gebeten habe, sein Werk fortzusetzen. Firdausī hat einige Versvorlagen Daqīqīs in sein Werk einbezogen. Er begann 977 mit der Niederschrift und beendete sein Werk um 1010. Firdausī schrieb sein im Versmaß Mutakarib (vier Bacchien, deren letzter um eine Silbe verkürzt ist, also einen Jambus darstellt) verfasstes, gewaltiges Epos in einer Zeit und widmete sie der neuen Dynastie der Ghasnawiden unter ihrem bedeutendsten Herrscher Sultan Mahmud. Firdausī beschritt in seiner Dichtung einen etwas anderen Weg als Daqīqī, so dass einige Rezeptoren behaupten, mehrere Verse Daqīqīs, die gegenüber der Herrscherschicht zu kontrovers gewesen wären, seien von Firdausī nicht übernommen worden. Fontana bezeichnet das Schahnameh als „Resultat einer Vergeschichtlichung und Islamisierung der altpersischen Epik“. Dennoch enthält das Werk, dem damaligen Zeitgeist unter den Samaniden und Ghasnawiden entsprechend, deutliche Hinweise auf die vorislamischen Traditionen Irans, die auch heute noch unter anderem in der Feier des iranischen Neujahrsfestes „Nouruz“ lebendig sind.

## Inhalt
Das Schāhnāme ist in 62 Sagen, bestehend aus 990 Kapiteln mit nahezu 60.000 Versen, gegliedert. Firdausī selbst spricht von 60.000 Versen. Die vorliegenden Veröffentlichungen enthalten 50 Sagen mit etwas mehr als 50.000 Versen.
Hauptfigur ist neben den in den jeweiligen Sagen dargestellten Königen der mythische Held Rostam, Prinz von Zabulistan, der bei vielen Schlachten die Grenzen des antiken Irans gegen seine Feinde, insbesondere gegen die Turaner, verteidigt.
Das Schāhnāme ist nicht nur ein Denkmal der persischen Dichtkunst, sondern auch ein Stück geschichtlicher Erzählung, da Firdausī in seinem Werk wiedergibt, was er und seine Zeitgenossen als die Geschichte Irans betrachteten. In die Darstellung historischer Ereignisse lässt Firdausī an seine Mitmenschen gerichtete Ratschläge einfließen. Er nutzte offenbar schriftliche und mündliche Quellen, doch handelt es sich um keine Geschichtsschreibung im eigentlichen Sinne: Oft sind historische Geschehnisse mit sagenhaften Erzählungen verknüpft, so dass sich tatsächlich belegte Personen und Ereignisse mit fiktiven Schilderungen mischen.
Das Epos beginnt mit der Regierungszeit der Urkönige, in der die rasche Entwicklung der menschlichen Zivilisation dargestellt wird. Wirklich lebendig wird das Epos mit der Sage 4 von Dschamschid und dessen Auseinandersetzungen mit Zahak, dessen Sturz durch den Schmied Kaveh und Fereydūn. Die Teilung des altiranischen Reiches unter den drei Söhnen des Fereydūn führt zum ersten Brudermord. Iradsch wird von seinen Brüdern Tur und Salm ermordet. Damit beginnt die Blutsfeindschaft zwischen Iran und Turan. Zunächst rächt Manutschehr den Tod seines Vaters Iradsch.
Unter Manutschehrs Regierung wird von Sām berichtet. In diese Zeit fallen auch die abenteuerlichen Jugendgeschichten von Sāms Sohn Zāl, seine Liebe zu Rudabeh und die Geburt und die ersten Abenteuer von Rostam. Die Ermordung des in Gefangenschaft geratenen Königs Nowzar, des Nachfolgers von Manutschehr, durch den turanischen König Afrasiab entfacht wieder den Krieg mit Turan. Der Krieg sollte, zwar mehrmals auf längere Zeit unterbrochen, die Zeit der Regierung der fünf folgenden Könige andauern. Rostam kann zwar bereits in der ersten Schlacht Afrasiab am Gürtel packen, doch der Gürtel reißt und der feindliche König entkommt. In die Regierungszeit des im Gegensatz zu seinem als Herrscher beliebten Vater Kai Kobad unverständigen Kai Kawus fallen die großartigsten Heldentaten dessen Dieners Rostam und auch der tragische Zusammenstoß mit seinem Sohn Sohrāb, der durch seinen eigenen Vater aus Unkenntnis über dessen wahre Identität getötet wird. Afrasiab tötet Siyawasch, der sich wegen Misshelligkeiten mit seinem Vater Kai Kawus zu ihm geflüchtet und dem er seine Tochter zur Ehe gegeben hat. Diese Mordtat macht den Krieg unversöhnlich.
Im weiteren Kriegsgeschehen, das unter dem Motto „Rache für Siyawasch steht“, tritt Rostam etwas in den Hintergrund. Kai Chosrau, der Sohn Siyawaschs, der mit viel Mühe aus Turan geholt worden war, beendet den Krieg siegreich. Afrasiab flüchtet, wird aber entdeckt und getötet. Zuvor wird noch die Liebesgeschichte zwischen Bijan und Manischeh, der Tochter Afrasiabs, erzählt. Bei Lohrasp, mit dem eine Nebenlinie auf den Thron kommt, hören wir fast nur von den Abenteuern seines Sohnes Goschtasp. Unter Goschtasp predigt Zarathustra seine neue Religion. Infolgedessen kommt es erneut zum Krieg. Vorkämpfer der Religion des Zarathustra ist Esfandiyar, der Sohn des Königs Goschtasp. Esfandiyar wird von seinem Vater, der ihm den Thron versprochen hat, immer wieder in den Krieg geschickt. Zuletzt soll er Rostam gefangen nehmen. Esfandiyar, der mit geschlossenen Augen ein Bad der Unverwundbarkeit genommen hat, wird von Rostam durch einen Pfeilschuss in die offenen Augen getötet. Rostam fällt jedoch wenig später ebenfalls. Mit Darab und Dara leitet das Epos auf Alexander über.
Mit Ardaschir I. beginnt der Bericht der Geschichte der Sassaniden bis zum Untergang des Perserreiches mit der Schlacht von Kadesia. Das Epos endet mit der Schilderung des Schicksals des letzten Sassanidenkönigs Yazdegerd III.
Für die Rostam-Legende sind die ersten fünfzehn Könige interessant, die schon das Avesta nennt und deren Reihenfolge dort mit der Reihenfolge in Schāhnāme übereinstimmt. Diese Anordnung erfolgte wahrscheinlich unter Schapur I., um die Rechtmäßigkeit der dynastischen Ansprüche der Sassaniden zu belegen.

## Die Könige bzw. Herrscher
Dem Iranisten Zabihollāh Safā zufolge lässt sich der Inhalt zeitlich in drei Perioden gliedern:
1. daure-ye asāṭīrī (persisch دورهٔ اساطيرى) – mythische Epoche
2. daure-ye pahlawānī (persisch دورهٔ پهلوانى) – heroische Epoche
3. daure-ye tārīḫī (persisch دورهٔ تاريخى) – historische Epoche

### Könige des mythischen Zeitalters

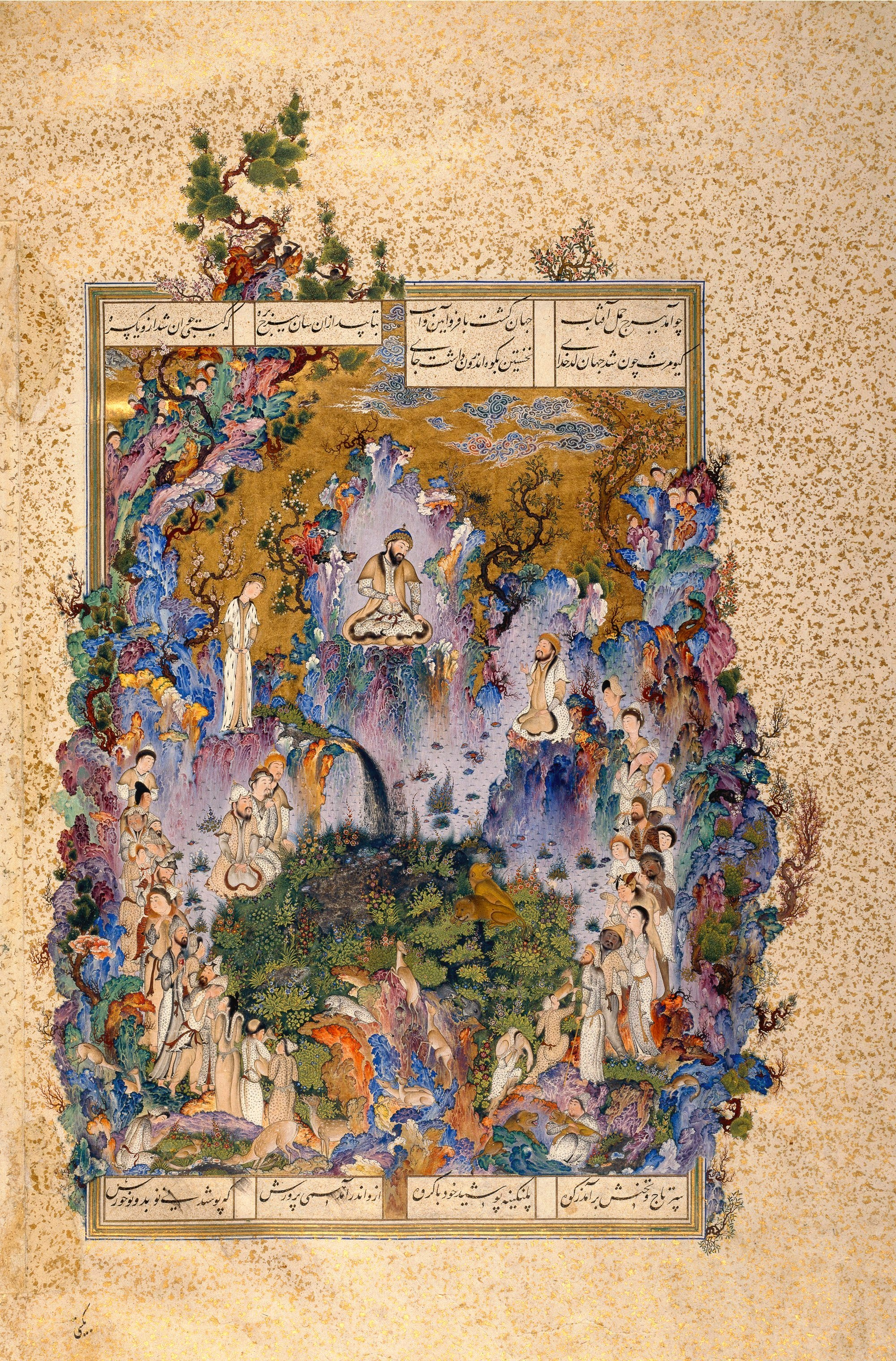
Gayomarth. Schāhnāme von Schah Tahmasp.

- Sage 1  = Gayōmarth, der erste menschliche König in der persischen Mythologie.
  - beinhaltet auch die Sage des Siyāmak, Sohn des Gayōmarth und erster König der Pischdād-Dynastie.
- Sage 2  = Hōšang, der Enkel des Gayōmarth, der den Menschen Recht und Gerechtigkeit bringt.
- Sage 3  = Tahmōrath, der Bändiger der bösen Geister, der unter anderem die Schrift einführt.
- Sage 4  = Ğamšīd (Dschamschid), Sohn des Tahmōrath, Stifter des Neujahrsfestes Nouruz.
- Sage 5  = Ẓahhāk (Zahhak), der Dämonenkönig, der einen Pakt mit Ahrimān eingeht.
- Sage 6  = Fereydūn, der Ẓahhāk tötet und vor seinem Tod die bekannte Welt unter seinen drei Söhnen aufteilt.
  - beinhaltet die Sage der drei Söhne: Iradsch erhält von seinem Vater Iran und wird aus Neid von seinen beiden Brüdern Selm und Tūr ermordet.

### Könige des heroischen Zeitalters

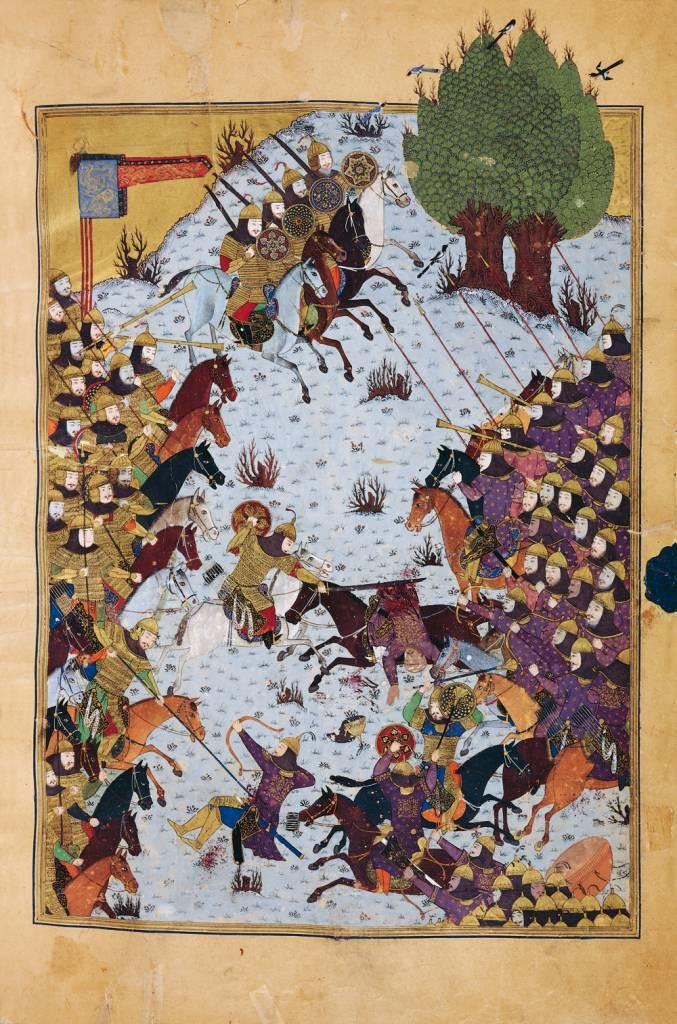
Kampfszene zwischen den Truppen Irans und Turans unter Kay Chosrau und Afrāsiyāb. Baysonqor Shahname.

- Sage 7  = Manutschehr, der den Tod seines Vaters Iradsch rächt und Fereydūn auf dem Thron ablöst.
- Sage 8  = Nauẕar
- Sage 9  = Ẓau
- Sage 10 = Garschāsp
- Sage 11 = Kay Kobād, ein Nachkomme Fereydūns und erster König der Kayāni-Dynastie.
- Sage 12 = Kay Kāōs
- Sage 13 = Kay Chosrau (Kyros II.?)
- Sage 14 = Lohrāsp
- Sage 15 = Goštāsp
- Sage 16 = Bahman  (Kyros II. und Artaxerxes I.?)
- Sage 17 = Hōmā Tschehrāẓād (oder Humāy)
- Sage 18 = (Kay) Dārāb
- Sage 19 = Dārā (Dareios III.)
- Sage 20 = Iskandar (Alexander der Große)
- Sage 21 = Dynastie der Aschkānīyān (Arsakiden bzw. Parther)
- Sage 22 = Beginn der Bābakān-Dynastie (Sāsāniden)

### Könige des historischen Zeitalters (Dynastie der Bābakān)
- Sage 23 = Ardaschir I. (auch Ardašīr-i Bābakān[17])
- Sage 24 = Schāpur I.
- Sage 25 = Hormaẓd I.
- Sage 26 = Bahram I.
- Sage 27 = Bahram II. bzw. Bahram III.
- Sage 28 = Narsī
- Sage 29 = Hormaẓd II.
- Sage 30 = Ẓulaktāf (Schāpur II.)
- Sage 31 = Ardaschir II.
- Sage 32 = Schāpur III.
- Sage 33 = Bahrām IV.
- Sage 34 = Yaẓdgerd I.
- Sage 35 = Bahrām Gūr
- Sage 36 = Yaẓdgerd II.
- Sage 37 = Hormaẓd III.
- Sage 38 = Peroẓ
- Sage 39 = Balāsch
- Sage 40 = Ghobād (I.)
- Sage 41 = Anuschiravān (Chosrau I.)
- Sage 42 = Hormaẓd IV.
- Sage 43 = (Chosrau) Parveẓ
- Sage 44 = Schīruy (Ghobād II.)
- Sage 45 = Ardaschir III.
- Sage 46 = Farāyin (Gurāz)
- Sage 47 = Purāndocht
- Sage 48 = Āẓarmidocht
- Sage 49 = Farrochẓād oder Hormizd V.
- Sage 50 = Yaẓdgerd III.

## Rezeptionsgeschichte
Das Schāhnāme gilt als Basis eines persischen Nationalbewusstseins in der persischsprachigen Welt – vor allem in den heutigen Staaten Iran, Afghanistan und Tadschikistan. Zahlreiche Sprachwissenschaftler begründen die weitgehende Übereinstimmung zwischen der modernen persische Sprache und der über 1.000 Jahre alten Sprache Firdausīs mit der Existenz des Schāhnāme. Somit ist dieses Werk als einer der Hauptpfeiler der modernen persischen Sprache zu betrachten, da es einen tiefgehenden Einfluss auf Sprache und Kultur Irans hinterlassen hat. Dementsprechend gilt das Studium des Schāhnāme als eine der Grundvoraussetzungen zur Beherrschung der persischen Hochsprache, denn sein Einfluss wirkte sich auch auf die Werke zahlreicher späterer persischer Dichter aus. Die sprachbildende Kraft des Werkes Firdausīs wird dadurch belegt, dass der vor über tausend Jahren geschriebene Text auch heute noch problemlos von allen Menschen, die Persisch sprechen, gelesen und verstanden werden kann.
Von Geschichtenerzählern in Teestuben eindrucksvoll vorgetragen, aber auch in einer großen Anzahl von Handschriften verewigt, hat das Schāhnāme durch seine Sprache und seinen Gegenstand entscheidend zur Kulturgemeinschaft der Völker des mittleren Ostens, vor allem Irans, Afghanistans und Tadschikistans, beigetragen. Nach Dschalāl Chāleghī Mutlaq vermittelt Firdausi in Schāhnāme folgende Wertvorstellungen und Verhaltensweisen: „Gott dienen, Gottes Gesetze respektieren, religiöse Standhaftigkeit bewahren, sein Land wertschätzen, seine Familie, Frau und Kind lieben, den Armen und Hilfsbedürftigen helfen, nach Weisheit streben, sich für Gerechtigkeit einsetzen, langfristig planen, nach Ausgeglichenheit streben, Höflichkeit bewahren, gastfreundlich sein, Ritterlichkeit zeigen, Vergebung gewähren, Dankbarkeit zeigen, mit dem Gegebenen glücklich und zufrieden sein, hart zu arbeiten, friedfertig und sanftmütig sein, treu sein, Wahrheitsliebe pflegen und die Unwahrheit verabscheuen, vertragstreu sein, Selbstkontrolle bewahren, bescheiden sein, wissenshungrig sein und redegewandt sein“. Firdausī hat mit seinem Werk also nicht nur den Versuch unternommen, die Geschichte Irans zu dokumentieren, sondern auch dichterisch dargestellt, was aus seiner Sicht die iranische Kultur definiert.
Unter der Regentschaft von Reza Schah und der ideologisch ausgerichteten Neugründung eines iranischen Nationalstaates kam Firdausīs Schāhnāme und den von ihm vermittelten Wertvorstellungen eine herausragende Bedeutung zu. Dem Dichter des iranischen Nationalepos wurde 1934 ein Mausoleum erbaut, in dem seine sterblichen Überreste bestattet wurden. Unter der Regentschaft von Schah Mohammad Reza Pahlavi wurde 1975 unter der Schirmherrschaft von Schahbanu Farah Pahlavi ein Festival zu Ehren Firdausīs, das jährlich stattfindende Tus-Festival, gestiftet, das unter anderem im Rahmen eines literaturwissenschaftlichen Symposiums den Stand der Rezeptionsgeschichte des Schāhnāme dokumentiert.

## Übersetzungen
Erste Übersetzungen erfolgten im 12. Jahrhundert ins Arabische und im 16. Jahrhundert ins Türkische. Im Jahr 1846 wurde eine hindustanische Version herausgegeben. Eine erste auszugsweise deutsche Übersetzung des Schahname durch Graf Adolf Friedrich von Schack erschien 1851 unter dem Titel Heldensagen des Ferdusi. Eine Textfassung in drei Bänden veröffentlichte unter dem Titel Firdusii Liber Regum qui inscribitur Schahname Johann August Vullers 1877 und 1878. Der dritte Band konnte erst nach dem Tode Vullers in der Bearbeitung von Samuel Landauer erscheinen. Die erste und bislang einzige, allerdings eine „wunderliche Verquickung von historischer und landläufiger Orthographie“ bietende, Übersetzung in Versform stammt von Friedrich Rückert. Band 1, der die Sagen I bis XIII enthält, erschien allerdings erst nach dem Tod Rückerts im Jahr 1890. Die Bände 2 und 3 wurden 1895 und 1896 veröffentlicht. Rückert hat sich in seiner Übersetzung auf die ersten fünfzehn Könige beschränkt, die schon das Avesta nennt, und vor allem für die Rostam-Legende von Interesse ist. Die Geschichte von Rostam und seinem Sohn Sohrab hatte Rückert bereits 1838 in einer Nachdichtung unter dem Titel Rostem und Suhrab. Eine Heldengeschichte in 12 Büchern bei Theodor Bläsing in Erlangen veröffentlicht. Im frühen 20. Jahrhundert fertigte Robert Adam Pollak eine deutsche Versübersetzung der Bücher 20 bis 50 an, die im Jahr 2018 posthum in einer Bearbeitung von Nosratollah Rastegar veröffentlicht wurde.
Das Interesse an Schāhnāme hat im deutschen Sprachraum nie abgenommen. Immer wieder erschienen Prosatexte, die die Geschichte von den Königen Irans den deutschen Lesern nahebringen wollten. Bis heute hat das Werk Firdausīs nichts von seiner Strahlkraft verloren. Und auch heute noch gilt, wer Iran verstehen will, muss Firdausī gelesen haben.

## Einige Illustrationen zum Schāhnāme

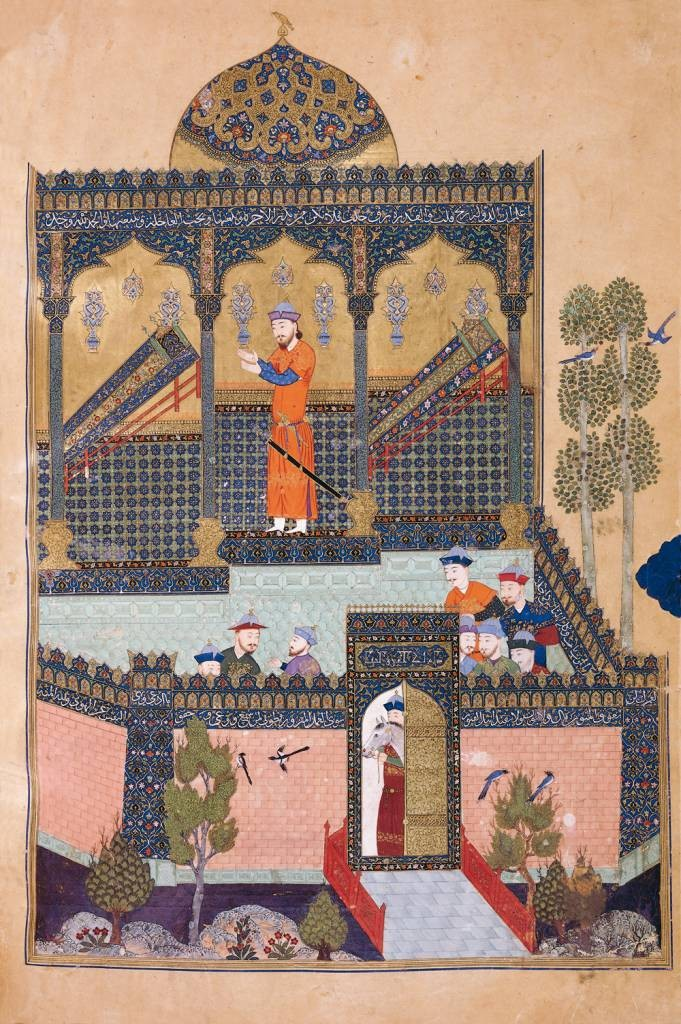
Farāmarẓ, Sohn Rostams, betrauert den Tod seines Vaters und seines Onkels Ẓavāra
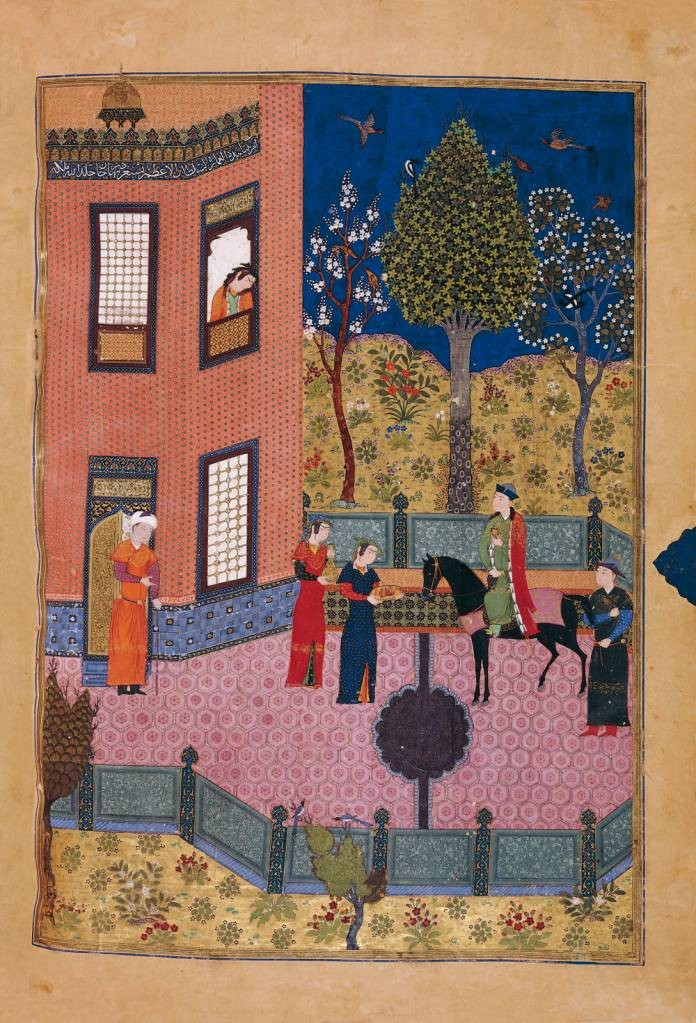
Ardaschīr trifft Gulnār, Ardavāns Sklavin und Schatzmeisterin.
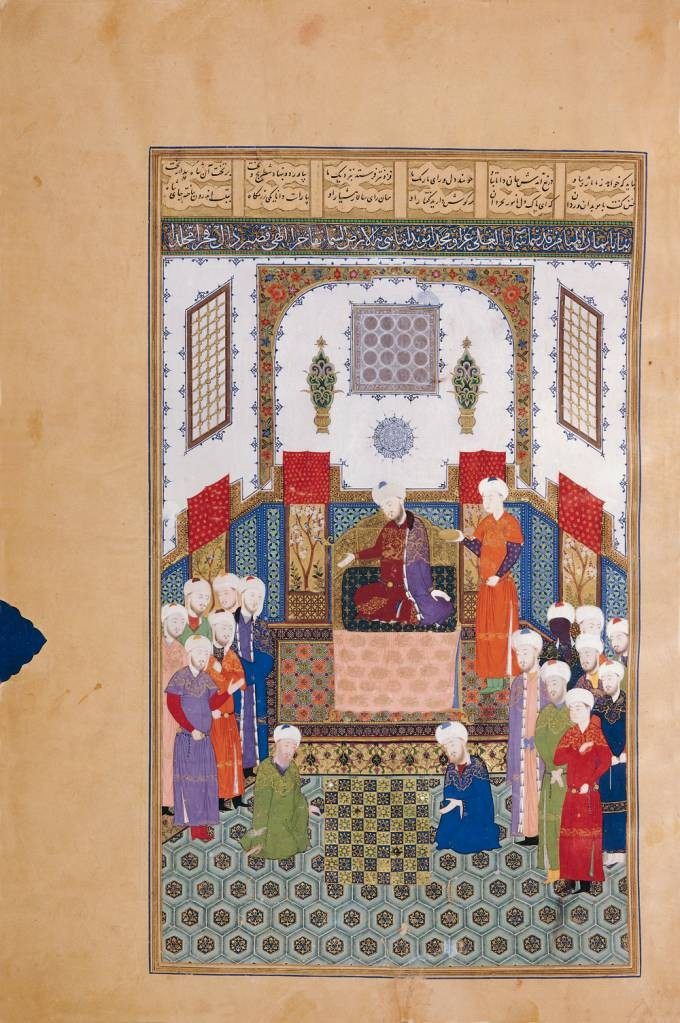
König Anuschravāns Wesir Boẓorgmehr fordert einen indischen Gesandten zu einer Partie Schach heraus, nachdem ihm die Regeln hierzu erläutert wurden.
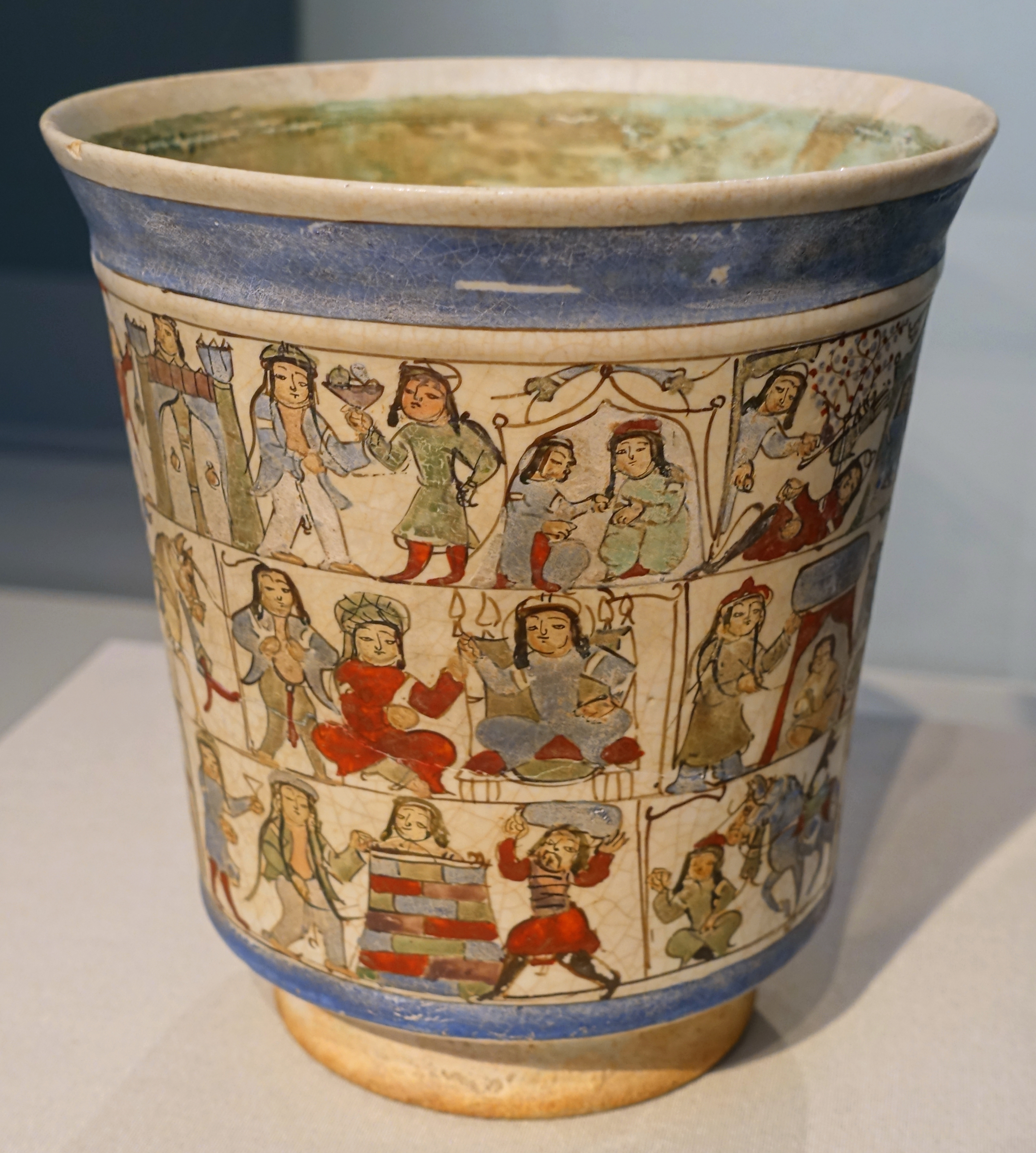
Bijan und Manije. Mina'i. Becher. Freer Gallery of Art.

## Schāhnāme-Ausgaben
Der erste Versuch, eine Schāhnāme-Ausgabe auf der Grundlage der bekannten Handschriften herauszugeben, wurde von Matthew Lumsden unternommen. Der erste Band (mit 9100 Doppelversen) der auf acht Bände angelegten Ausgabe wurde 1811 in Kalkutta publiziert. Lumsden hatte für seine Ausgabe 27 Handschriften durchgesehen. Lumsden kam allerdings über den ersten Band nicht hinaus. Turner Macan übernahm die Herausgabe und veröffentlichte 1829 die erste vollständige (Calcutta-)Ausgabe des Schāhnāme unter dem Titel The Shah Namah, An Heroic Poem, carefully collated with a number of the oldest and best manuscripts ... by Abool Kasim Firdousee by Turner Macan.
Zwischen 1838 und 1878 veröffentlichte Julius Mohl eine weitere Ausgabe unter dem Titel Le Livre des Rois. Die sieben Bände dieser Ausgabe enthalten neben einer umfangreichen Einführung auch eine französische Übersetzung. Mohl benutzte für seine 52.617 Verse umfassende Ausgabe 35 Manuskripte, versäumte es allerdings, bei den einzelnen Textstellen die jeweilige Quelle anzugeben.
Der deutsche Orientalist Johann August Vullers erstellte auf der Grundlage der Macan- und der Mohl-Ausgabe eine Neuausgabe in drei Bänden, die in den Jahren 1877 bis 1884 unter dem Titel Firdusii liber regum veröffentlicht wurde. Seine Ausgabe reicht bis zum Ende der Kayaniden und geht ausführlich auf die Textunterschiede zwischen den Ausgaben von Mohl und Macan ein.
In den Jahren 1934 bis 1936 erstellten dann M. Minovi, A. Eqbal, S. Haim und S. Nafisi zur Tausendjahrfeier Ferdausis auf der Grundlage der Ausgabe von Vullers eine zehnbändige illustrierte Ausgabe, wobei die Teile aus den Ausgaben von Turner und Mohl ergänzt wurden, die Vullers wegen seines fortgeschrittenen Alters nicht mehr bearbeitet hatte. Diese erste in Teheran produzierte und häufig nachgedruckte Ausgabe galt lange Zeit als die beste verfügbare Ausgabe.
Als erste kritische Schāhnāme-Ausgabe gilt die sog. Moskauer Ausgabe von E. E. Bertel, die in der Hauptsache auf dem im Britischen Museum aufbewahrten Manuskript von 1276 und dem Leningrader Manuskript von 1333 beruht. Die Ausgabe wurde vom Institut für Orientstudien der Akademie der Wissenschaften der UdSSR in neun Bänden in den Jahren 1960 bis 1971 publiziert.
1972 gründete das iranische Ministerium für Kunst und Kultur die Schahname-Stiftung (Bonyād-e Shahname-ye Ferdowsi), die von Mojtabā Minovi geleitet wurde. Ziel der Stiftung war eine vollständige Sammlung der Kopien aller Manuskripte und die Herausgabe einer neuen, umfassenden Schahname-Ausgabe. Die Stiftung konnte allerdings nur drei Bände veröffentlichen (Dāstān-e Rostam o Sohrāb, 1973; Dāstān-e Forud, 1975; Dāstān-e Siāvush, 1984).
Eine umfassende kritische Ausgabe wurde ab 1988 von Djalal Khaleghi-Motlagh verfasst, der sämtliche bekannte Manuskripte berücksichtigt hat, wobei neben den bereits bekannten Manuskripten vor allem das 1977 aufgefundene Florenzer Manuskript aus dem Jahr 1217 von Bedeutung ist. Djalal Khaleghi-Motlagh konnte die Ausgabe 2009 abschließen. Sie umfasst insgesamt acht Bände und vier Kommentarbände. Diese Ausgabe übertrifft bei weitem die Moskauer Ausgabe, da sie zahlreiche Textvarianten und eine ausführliche Kommentierung umfasst. In Anlehnung an die Reihe persischer Texte der Bongah-e Tarjama va Nashr-e Ketab, die in den Jahren 1959 bis 1977 in Teheran erschien, erscheint diese Schāhnāme-Ausgabe als Nummer 1 der Persian Text Series herausgegeben von Ehsan Yarshater.
Die Herausgeber des Schahname stehen vor dem Problem, dass die älteste bekannte Handschrift, das Florenzer Manuskript, aus dem Jahr 1217, also zweihundert Jahre nach Ferdausis Tod, datiert. Vergleicht man die einzelnen Handschriften, so stellt man zahlreiche Textvariationen fest, die aus Zusätzen, Streichungen oder Veränderungen bestehen. Djalal Khaleghi-Motlagh hat für seine Ausgabe zunächst fünfundvierzig Handschriften in Kopien gesammelt, aus denen er dann fünfzehn als Textgrundlage auswählte.

## Mediale und öffentliche Rezeption

### Verfilmungen
- 1972: Rustam i Suchrab (dt. Die Schlacht im Tal der weißen Tulpen)[27]

### Ausstellungen
- 2010/2011: Epic of the Persian Kings. The Art of Ferdowsi’s Shahnameh, Fitzwilliam Museum, Cambridge[28]
- 2011: Schahname Ausstellung im Berliner Museum für Islamische Kunst (Pergamonmuseum)[29]

### Oper
Der Komponist Richard Wagner hatte den Plan, eine Episode aus der von Adolf Friedrich von Schack angefertigten Übersetzung zu einer Oper zu bearbeiten.

## Ausgaben
- Matthew Lumsden: The Shah Namu, being a series of heroic poems on the ancient history of Persia, from the earliest times down to the subjugation of the Persian empire by its Mohummudan conquerors under the reign of King Yuzdjird. By the celebrated Abool Kausim Firdousee of Toos. Band 1. Thomas Watley, Kalkutta 1811 (mit einem von acht projektierten Bänden unvollständig).
- Turner Macan: The Shah nameh: an heroic poem. Containing The History of Persia from Kioomurs to Yesdejird; that is, from the earliest times to the conquest of that empire by the Arabs. By Abool Kasim Firdousee; carfully collated with a number of the oldest and best manuscripts, and illustrated by a copious glossary with an introduction and life of the author in English and Persian, and appendix. 4 Bände. Baptist mission press, Kalkutta 1829 (Digitalisat). 2096 Seiten ohne Versezählung (mit Glossarium Schahnamium im 4. Band)
- Julius Mohl: Le Livre des Rois. [Ausgabe mit nebenstehender französischer Übersetzung]. 7 Bände. Paris 1838–1878; 2. Auflage (nur Übersetzung) Paris 1878.
- Johann August Vullers (I.–II. Band 1877–1879), Samuel Landauer (III. Band): Firdusii Liber Regum, qui inscribitur Schahname. 3 Bände. Leiden 1877–1884.
- Amuzande Shirmard: Schahname. Bombay 1913.
- Khavar: Chah Nameh Ferdoussy. 1. Teil. Teheran 1932.
- M. Minovi, A. Eqbal, S. Haim, Said Nafisi: Schahname-je-Ferdousi. 10 Bände. Teheran 1933–1935.
- E. E. Bertels, Abdolhosein Nuschina, A. Azera: Firdousi, Šach-name. Kriticeskij tekst pod redakcii. 9 Bände. Moskau 1960–1971.
- Djalal Khaleghi-Motlagh (Hrsg.): The Shahnameh (The Book of Kings) 8 Bände. Published by the Persian Heritage Foundation in association with Bibliotheca Persica. New York 1988–2008, ISBN 978-1-934283-01-1.
- Martin Bernard Dickson, Stuart Cary Welch: The Houghton Shahnameh. 2 Bände. Harvard University Press, Cambridge (USA) 1981.

## Übersetzungen bzw. Teilübersetzungen

### Deutsch
- Joseph Görres: Das Heldenbuch von Iran. Aus dem Schah Nameh des Firdussi. 2 Bände. Georg Reimer, Berlin 1820. (Prosaerzählung)
- Friedrich Rückert (Übers.): Firdosi’s Königsbuch (Schahname). Aus dem Nachlaß herausgegeben von Edmund Alfred Bayer, 3 Bände, gedruckt mit Unterstützung der Deutschen Morgenländischen Gesellschaft. Druck und Verlag von Georg Reimer, Berlin 1890–1895 (Copyright: Walter de Gruyter & Co., Berlin); zahlreiche Nachdrucke, unter anderem: Imperial Organization for Social Services, Teheran 1976 (in der Reihe The Pahlavi Commemorative Reprint Series, anlässlich des 50. Jahrestags der Krönung von Reza Schah Pahlavi und unter der Schirmherrschaft von Ashraf Pahlavi hrsg. von M. Moghdam und Mostafa Ansari).
  - Friedrich Rückert: Firdosi’s Königsbuch (Schahname) Sage I-XIII. Aus dem Nachlaß herausgegeben von E. A. Bayer. Berlin 1890; Nachdruck: epubli, Berlin 2010, ISBN 978-3-86931-356-6.
  - Friedrich Rückert: Firdosi’s Königsbuch (Schahname) Sage XV-XIX. Aus dem Nachlaß herausgegeben von E. A. Bayer. Berlin 1894; Nachdruck: epubli, Berlin 2010, ISBN 978-3-86931-407-5.
  - Friedrich Rückert: Firdosi’s Königsbuch (Schahname) Sage XX-XXVI. Nebst einem Anhang: I. „Rostem und Suhrab“ im Nibelungenmaß. II. Alexander und der Philosoph. Aus dem Nachlaß herausgegeben von E. A. Bayer. Berlin 1895; Nachdruck der Erstausgabe, epubli, Berlin 2010, ISBN 978-3-86931-555-3.
  - Friedrich Rückert: Schahname – Das Buch der Könige, Band 1. Neuausgabe. Berlin 2017, ISBN 978-3-7450-0757-2.
  - Friedrich Rückert: Schahname – Das Buch der Könige, Band 2. Neuausgabe. Berlin 2018, ISBN 978-3-7467-5120-7.
  - Friedrich Rückert: Schahname – Das Buch der Könige, Band 3. Neuausgabe. Berlin 2019, ISBN 978-3-7485-8270-0.
  - Friedrich Rückert: Schahname – Das Buch der Könige, Band 4. Neuausgabe. Berlin 2020, ISBN 978-3-7531-0419-5.
- Helmhart Kanus-Credé: Das Königsbuch. Augustin, Glückstadt
  - Buch 1/6. 2002, ISBN 3-87030-127-9
  - Buch 7. 2003, ISBN 3-87030-128-7
  - Buch 8/9. 2003, ISBN 3-87030-130-9
- Werner Heiduczek (unter Mitarbeit von Dorothea Heiduczek): Die schönsten Sagen aus Firdausis Königsbuch, neu erzählt. (Nach Görres, Rückert und Schack. Fachliche Beratung und Nachwort: Burchard Brentjes) Der Kinderbuchverlag, Berlin 1982, ISBN 3-7684-5525-4.
- Adolf Friedrich von Schack: Heldensagen von Firdusi. Zum ersten Male metrisch aus dem Persischen übersetzt nebst einer Einleitung über das Iranische Epos. Verlag von Wilhelm Hertz, Berlin 1851.
- Adolf Friedrich von Schack: Epische Dichtungen von Firdusi […]. 2 Bände. Berlin 1853
- Adolf Friedrich von Schack: Heldensagen von Firdusi. 2., „vermehrte“ Auflage. Berlin 1865 (Digitalisat).
- Uta von Witzleben: Firdausi: Geschichten aus dem Schahnameh. Eugen Diederichs Verlag. Düsseldorf und Köln 1960 (Neuausgabe 1984, ISBN 3-424-00790-0).
- Abū’l-Qāsem Ferdausi: Rostam – Die Legenden aus dem Šāhnāme. Aus dem Persischen übersetzt und herausgegeben von Jürgen Ehlers. Reclam, Stuttgart 2002, ISBN 3-15-050039-7; Neuauflage: Schahname – Die Rostam-Legenden, 2010
- Abu’l-Qasem Firdausi: Schahname — Das Buch der Könige. Aus dem Persischen in Versen übersetzt von Robert Adam Pollak (†), bearbeitet und herausgegeben von Nosratollah Rastegar. Mit einer Einleitung von Florian Schwarz. 4 Bände. Klaus Schwarz Verlag, Berlin 2018, ISBN 978-3-87997-461-0 (Bücher XX—L).

### Englisch
- Joseph Champion: The Poems of Ferdosi. Kalkutta 1785; Neudruck London 1788. Zum Teil aus dem Schahname.[31]
- Arthur Warner, Edmond Werner: The Shahnama. 9 Bd. London 1905–1925.
- Dick Davis: Shahnameh. Penguin Group, New York 2006, ISBN 0-670-03485-1.

### Französisch
- Jules Mohl: Le Livre des Rois I-VII. Paris 1838–1855.